# Gransmore Green
Gransmore Green lub Grismal Green – przysiółek w Anglii, w Esseksie, w dystrykcie Uttlesford, w civil parish Felsted.